# Савва (Волков)
Архиепи́скоп Са́вва (рум. Arhiepiscopul Sava, в миру Серге́й Алекса́ндрович Во́лков, рум. Serghei Alexandrovici Volkov; род. 27 сентября 1958, с. Шигонь, Мордовская АССР) — архиерей Русской православной церкви; архиерей Православной церкви Молдовы, с 5 марта 2010 года архиепископ Тираспольский и Дубоссарский.  Указом Президента Республики Молдова Игоря Николаевича Додона, Архиепископу Савве предоставлено гражданство Молдовы.
Таким образом - правящий архиерей Тираспольской-Добоссарской епархии является обладателем двойного гражданства - Российской Федерации и Республики Молдова.

## Биография
Родился 27 сентября 1958 года в селе Шигонь Старошайговского района (Мордовская АССР) в глубоко верующей семье рабочих.  Является обладателем двойного гражданства - Российской Федерации и Республики Молдова.
В 1967 году с родителями переехал в город Саранск, где окончил 8 классов средней школы; в 1974 году поступил в Рузаевский железнодорожный техникум, некоторое время работал на железнодорожном транспорте.

### Обучение в Московской Духовной Академии
По рекомендации архиепископа Пензенского и Саранского Мелхиседека (Лебедева), был рекомендован для поступления в Московскую духовную семинарию, куда и поступил в 1976 году. В 1980 году закончил её и поступил в Московскую духовную академию.
В 1982 году, будучи студентом 3-го курса МДА, был призван в армию и до 1984 года проходил службу на ядерном полигоне под Семипалатинском.
По окончании воинской службы продолжил обучение в академии. В 1986 году, будучи на 4-м курсе, поступил в Московский Свято-Данилов монастырь. Окончив курс обучения в Московской духовной академии, он защитил кандидатскую диссертацию по нравственному богословию на тему: «Христианское учение о нравственном достоинстве человека» и был зачислен в аспирантуру при академии.

### Пострижение в монашество
В апреле 1986 года наместником монастыря архимандритом Евлогием (Смирновым) был пострижён в рясофор с именем Павел. 18 мая того же года в Троицком соборе обители митрополитом Таллинским и Эстонским Алексием (Ридигером) был рукоположён в сан иеродиакона. В декабре того же года архимандритом Пантелеимоном (Долгановым), наместником Свято-Данилова монастыря, был пострижен в монашество с именем Савва в честь преподобного Саввы Сторожевского, и стал первым постриженником Свято-Даниловой обители по её возрождении.
6 января 1987 года митрополитом Волоколамским и Юрьевским Питиримом (Нечаевым) был рукоположён в сан иеромонаха. 3 июня того же года в Богоявленском патриаршем соборе патриархом Пименом (Извековым) возведён в сан игумена.
17 марта 1988 года возведён митрополитом Воронежским и Липецким Мефодием в сан архимандрита.
Указом Святейшего Патриарха Московского и Всея Руси от 16 октября 1990 года назначен настоятелем Вознесенского храма на Б. Серпуховской, д. 24.

### Епископ Красногорский, викарий Московской епархии
Решением Священного Синода Русской Православной Церкви от 16 июля 1995 года архимандриту Савве (Волкову) определено быть епископом Красногорским, викарием Московской епархии, председателем нового Синодального отдела по взаимодействию с вооружёнными силами и правоохранительными учреждениями. Его архиерейская хиротония состоялась 12 сентября того же года. Хиротонию совершали патриарх Московский и всея Руси Алексий II, митрополит Крутицкий и Коломенский Ювеналий (Поярков), митрополит и Воронежский Мефодий (Немцов), архиепископ Керченский Анатолий (Кузнецов), архиепископ Валентин (Мищук), архиепископ Пензенский Серафим (Тихонов), архиепископ Солнечногорский Сергий (Фомин), архиепископ Владимирский Евлогий (Смирнов), епископ Архангельский Пантелеимон (Долганов), епископ Тверской Виктор (Олейник), епископ Красноярский Антоний (Черемисов), епископ Истринский Арсений (Епифанов), епископ Бронницкий Тихон (Емельянов), епископ Дмитровский Иннокентий (Васильев), епископ Верейский Евгений (Решетников) и епископ Орехово-Зуевский Алексий (Фролов).
17 июля 2001 года решением Священного Синода освобождён от должности председателя Отдела по взаимодействию с Вооружёнными Силами и правоохранительными учреждениями.

### Епископ Тираспольский и Дубоссарский

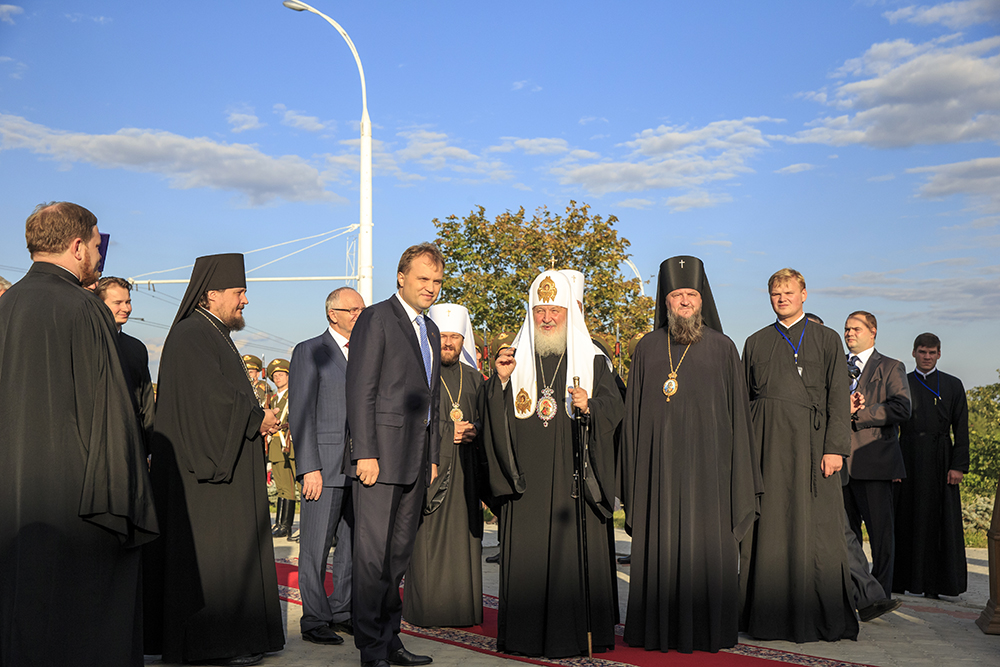
Святейший Патриарх Московский и всея Руси Кирилл в Приднестровской Молдавской Республике

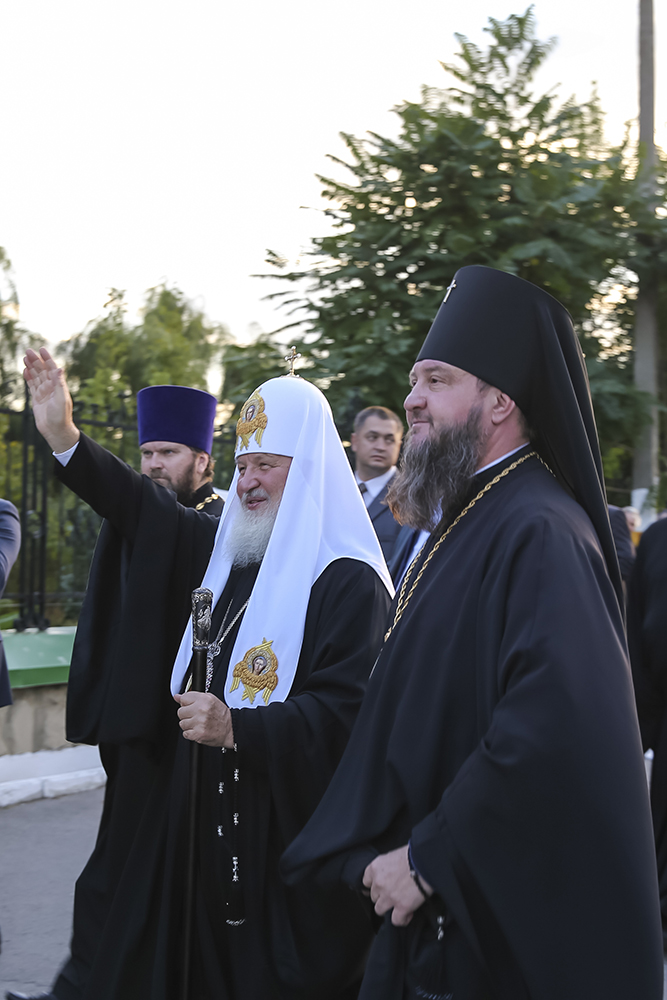
Святейший Патриарх Московский и всея Руси Кирилл, справа — архиепископ Савва

5 марта 2010 года постановлением Священного Синода епископу Савве (Волкову) определено быть епископом Тираспольским и Дубоссарским.
3 февраля 2013 года возведён в сан архиепископа.
8 сентября 2013 года встречал и сопровождал Святейшего Патриарха Московского и всея Руси Кирилла, который с двухдневным визитом посетил Приднестровский регион. Патриарха сопровождала многочисленная делегация: Предстоятель Православной церкви Молдовы, Высокопреосвященнейший митрополит Кишиневский и всея Молдовы Владимир, председатель Отдела внешних церковных связей Московского Патриархата митрополит Волоколамский Иларион, руководитель Административного секретариата Московской Патриархии епископ Солнечногорский Сергий, председатель Отдела по взаимоотношениям Церкви и общества протоиерей Всеволод Чаплин, посол России в Молдове Фарит Мухаметшин.
В сентябре 2017 года Указом президента Республики Молдова Игоря Додона, Архиепископу Тираспольскому и Дубоссарскому предоставлено гражданство Молдовы.
22 июня 2018 года Указом Святейшего Патриарха освобождён от должности настоятеля Патриаршего подворья храма Покрова Пресвятой Богородицы в селе Покровском города Москвы.

## Награды[12]
Конфессиональные награды
- наперсный крест (от патриарха Пимена, по случаю назначения экономом Московского Данилова монастыря, май 1987).
- наперсный крест с украшениями (от патриарха Пимена, 18 июля 1987 года)
- Орден преподобного Серафима Саровского II ст.[13] (2005)
- Орден святителя Алексия, митрополита Московского 2-й степени (2008).[14]
- Орден святителя Иннокентия, митрополита Московского и Коломенского 3-й степени (2019)[15]
- Орден благоверного господаря Стефана Великого II степени (ПЦМ)
- Орден Благодарности (ПЦМ)
- Орден «За заслуги перед Церковью» I степени (ПЦМ)
- Орден «Святитель Петр Мовилэ» I степени (ПЦМ)
- Орден свт. Гавриила Бэнулеску-Бодони II степени (ПЦМ)

Государственные и ведомственные награды России
- Медаль ордена «За заслуги перед Отечеством» II степени (11 августа 2000 года) — за большой вклад в укрепление гражданского мира и возрождение духовно-нравственных традиций[16].
- Медаль «В память 850-летия Москвы»
- серебряная медаль «За укрепление уголовно-исполнительной системы» (Россия)
- медаль «За укрепление боевого содружества»

Награды ПМР
- Орден Екатерины Великой[17][18]
- Орден Почёта (ПМР)
- Орден «За заслуги» I степени (ПМР) (2013)[19]
- Лауреат государственного конкурса Приднестровской Молдавской Республики «Человек года-2013» в номинации «Общественный деятель»[20]
- медаль «25 лет Миротворческой операции в Приднестровье»[21]
- Орден «За заслуги» II степени (ПМР) (2018)[22]
- Лауреат Государственной премии ПМР (2024)[23]

Дома Романовых
- Орден Святой Анны II степени[25]
- Медаль «Юбилей Всенародного Подвига»
- Медаль «В память 400-летия Дома Романовых»

Партийные награды
- Медаль «70 лет Победы в Великой Отечественной войне» (СКП-КПСС, 2015)[26]

Иные
- Медаль имени первого трижды Героя Советского Союза А. И. Покрышкина